# Dödsskjutningarna i München 2016
Dödsskjutningarna i München 2016 (tyska: Amoklauf in München am 22. Juli 2016) genomfördes den 22 juli 2016, i närheten av köpcentret Olympia i stadsdelen Moosach i München, Tyskland av Ali David Sonboly, en 18-årig iransk och tysk medborgare. Tio personer dödades och ytterligare 16 skadades. Gärningsmannen avled senare till följd av en självtillfogad skottskada i huvudet. Alla mördade i attentatet var första eller andra generationens invandrare, och majoriteten var i tonåren.

## Dådet
Klockan 17:52 CEST (15:52 UTC) öppnade en ensam gärningsman eld vid en McDonaldsrestaurang väster om Olympia-Einkaufszentrum i stadsdelen Moosach. Polisenheten för specialoperationer, GSG 9, tillkallades.
Klockan 00:34 CEST (22:34 UTC), twittrade Münchens Polisdepartement att de påträffat den trolige gärningsmannen avliden av en skottskada.

## Utredningen
Polisen uteslöt tidigt att gärningsmannen hade någon koppling till terrororganisationen Islamiska staten. Istället har det visat sig att han var mycket intresserad av skottlossningar, såsom skolmassakern i Winnenden 2009. Då rapporter gjort gällande att Sonboly använt en bild av Anders Behring Breivik som profilbild på Whatsapp har det faktum att han genomförde dådet på femårsdagen av terrorattentaten i Norge 2011 uppmärksammats. Enligt Der Spiegel hade gärningsmannen tidigare visat uppskattning för det socialkonservativa och nationalistiska partiet Alternativ för Tyskland samt uttryckt negativa uppfattningar om turkar.
Gärningsmannen beskrevs av sina grannar som en helt vanlig kille som var mycket artig, som emellertid aldrig sågs med några vänner. Sonboly hade tidigare vårdats för psykiska problem.